# Lalla
Lalla is een bestuurslaag in het regentschap Simeulue van de provincie Atjeh, Indonesië. Lalla telt 265 inwoners (volkstelling 2010).